# Heinrichsfelde (Pillkallen)
Heinrichsfelde ist ein verlassener Ort im Rajon Krasnosnamensk der russischen Oblast Kaliningrad.
Der nächstliegende Ort ist das etwa vier Kilometer südöstlich gelegene Saosjornoje (Jänischken/Hansruh). Fünf Kilometer nordwestlich befindet sich der Ort Meschduretschje (Kauschen). Diese beiden Orte sind durch Nebenstraßen miteinander verbunden, die an der Ortsstelle von Heinrichsfelde vorbeiführen.

## Geschichte

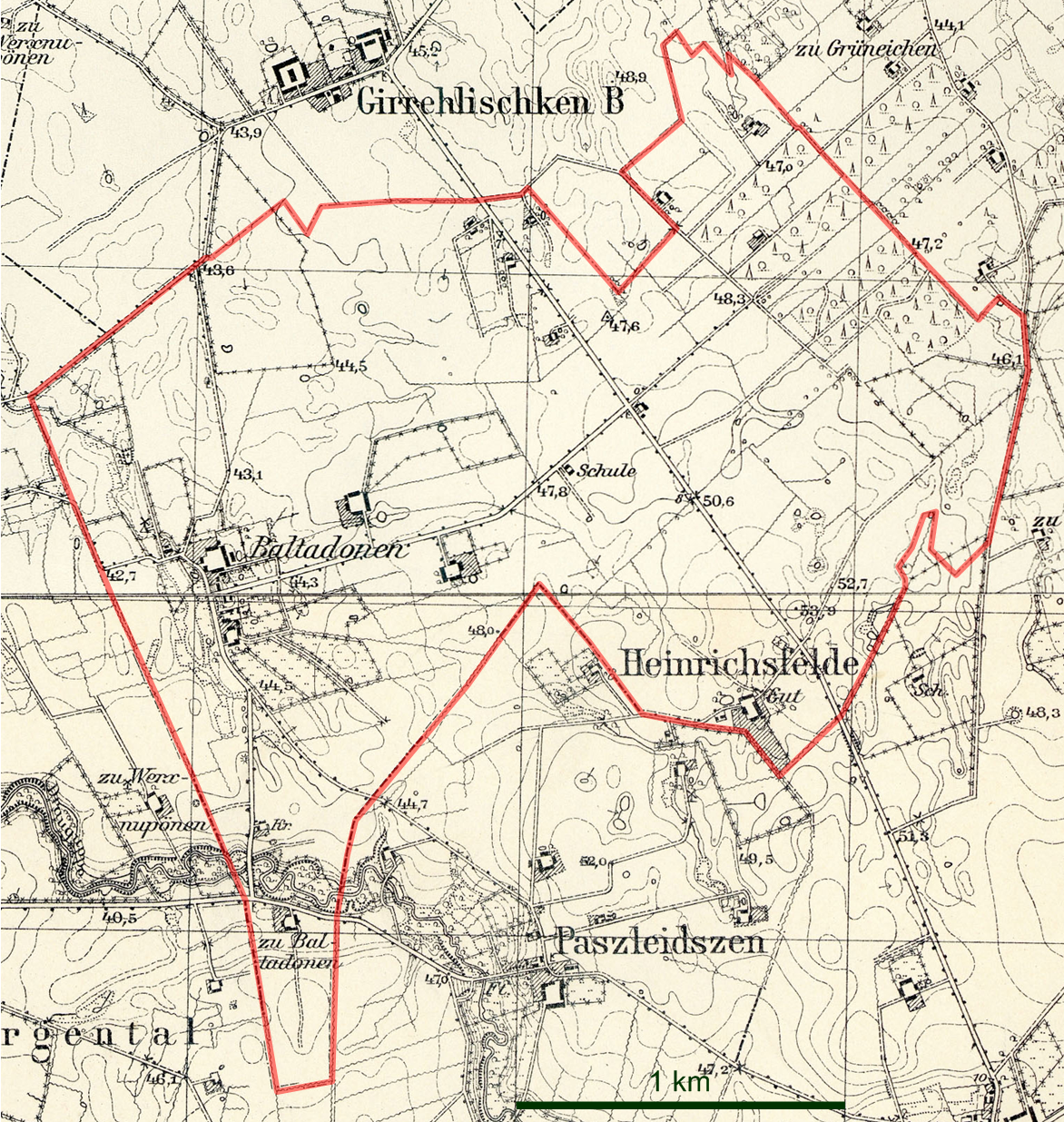
Die Gemeinde Heinrichsfelde auf zwei Messtischblättern von 1935 und 1936

Dem Ort Heinrichsfelde ging ein Ort voraus, der Ober Warck, Ober Waet oder Oberwart hieß und spätestens um 1800 am Draupger Revier, dem späteren Draugupöner Wald entstand. Um 1820 gab es in Heinrichsfelde zwei Feuerstellen mit zwölf Bewohnern, die dem Kulmer Recht unterstanden und in der Folge ein Rittergut einrichteten. 1874 wurde der Gutsbezirk Heinrichsfelde in den neu gebildeten Amtsbezirk Spullen im Kreis Pillkallen eingegliedert. 1928 wurde der Gutsbezirk Heinrichsfelde mit der Landgemeinde Baltupönen (s. u.) zur neuen Landgemeinde Heinrichsfelde zusammengefasst.
1945 kam der Ort in Folge des Zweiten Weltkrieges mit dem nördlichen Ostpreußen zur Sowjetunion. Einen russischen Namen bekam er nicht mehr.

### Einwohnerentwicklung
| Jahr | Einwohner | Bemerkungen                     |
| ---- | --------- | ------------------------------- |
| 1867 | 18        |                                 |
| 1871 | 17        |                                 |
| 1885 | 7         |                                 |
| 1905 | 26        |                                 |
| 1910 | 24        |                                 |
| 1925 | 18        |                                 |
| 1933 | 136       | in der erweiterten Landgemeinde |
| 1939 | 121       |                                 |

### (Eymenischken-)Baltadonen (Weizenfelde)
54° 47′ 56″ N, 22° 12′ 40″ O
Der Ort, bei dem die beiden Namen Eymenischken und Baltadonen zunächst nebeneinander bestanden, wurde (offenbar) 1664 erstmals erwähnt. Um 1780 war Eimenischken bzw. Baltadonen ein Schatulldorf. 1874 kam auch die Landgemeinde Eymenischken-Baltadonen zum Amtsbezirk Spullen. Bei dieser Gelegenheit wurden die beiden vorher nebeneinander verwendeten Ortsnamen zu einem Doppelnamen zusammengefasst, um eine Unterscheidung zu dem ebenfalls im Kreis Pillkallen befindlichen Ort Eymenischken zu haben, der den Alternativnamen Wassaken hatte und entsprechend zu Eymenischken-Wassaken wurde. Seit 1909 hieß der Ort offiziell nur noch Baltadonen. Seit 1928 gehörte er zur Landgemeinde Heinrichsfelde. Dort wurde der Ortsteil 1938 in Weizenfelde umbenannt.

#### Einwohnerentwicklung
| Jahr | Einwohner |
| ---- | --------- |
| 1867 | 135       |
| 1871 | 105       |
| 1885 | 109       |
| 1905 | 128       |
| 1910 | 136       |

## Kirche
Heinrichsfelde und (Eymenischken-)Baltadonen gehörten zum evangelischen Kirchspiel Kussen.